# La Barde
La Barde ist eine südwestfranzösische Gemeinde mit 496 Einwohnern (Stand: 1. Januar 2022) im Département Charente-Maritime in der Region Nouvelle-Aquitaine (vor 2016 Poitou-Charentes). Sie gehört zum Arrondissement Jonzac und zum Kanton Les Trois Monts. Die Einwohner werden Bardois genannt.

## Lage
La Barde liegt im Süden der Saintonge etwa 57 Kilometer nordöstlich von Bordeaux. Umgeben wird La Barde von den Nachbargemeinden Saint-Aigulin im Norden und Nordosten, La Roche-Chalais im Osten, Les Églisottes-et-Chalaures im Südosten und Süden, Chamadelle im Süden und Südwesten sowie Saint-Martin-de-Coux im Westen und Nordwesten.

## Bevölkerungsentwicklung
| Jahr                       | 1962 | 1968 | 1975 | 1982 | 1990 | 1999 | 2006 | 2019 |
| -------------------------- | ---- | ---- | ---- | ---- | ---- | ---- | ---- | ---- |
| Einwohner                  | 450  | 406  | 413  | 372  | 377  | 360  | 410  | 496  |
| Quellen: Cassini und INSEE |      |      |      |      |      |      |      |      |

## Sehenswürdigkeiten

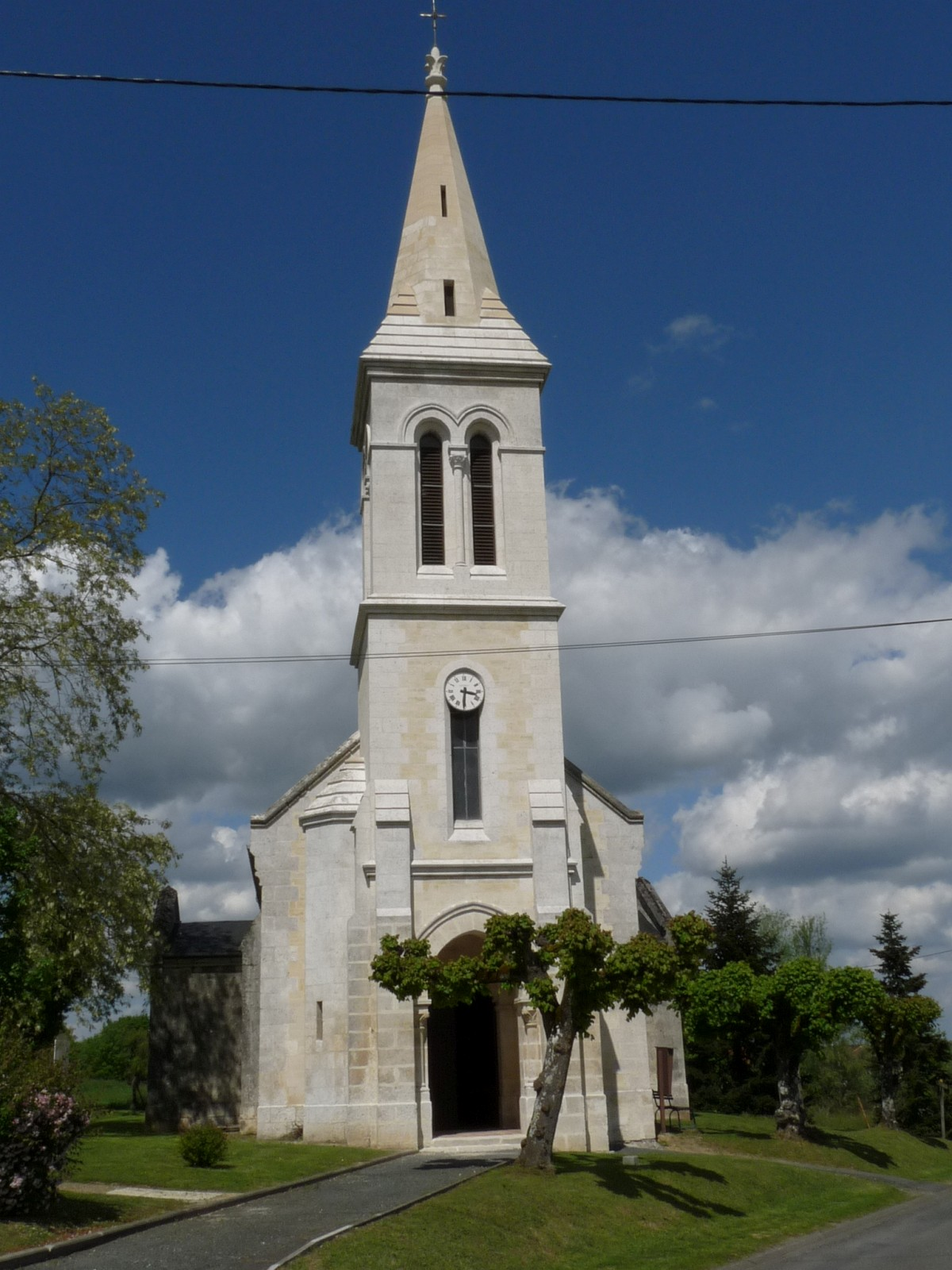
Kirche Notre-Dame

- Kirche Notre-Dame, erbaut 1871/72